# Jean Nicoli (navire)
Pour les articles homonymes, voir Jean Nicoli et Nicoli.
Le Jean Nicoli est un navire mixte appartenant à la compagnie française Corsica Linea. Construit en 1997 aux chantiers suédois Shipyard Brucen puis achevé entre décembre 1997 et juin 1998 aux chantiers norvégiens Fosen Mekaniske Verksteder, il portait à l'origine le nom de Pasiphae (en grec : Πασιφάη, Pasifái). Exploité par la compagnie grecque Minoan Lines à partir de juillet 1998 sur les lignes entre la Grèce et l'Italie, il sera renommé Pasiphae Palace (en grec : Πασιφάη Παλάς, Pasifái Palás) en 2001. Vendu en 2009 à la Société nationale maritime Corse-Méditerranée (SNCM), il est mis en service sur les lignes de la délégation de service public entre Marseille et la Corse sous le nom de Jean Nicoli, résistant corse assassiné le 30 août 1943 par l'OVRA. Transféré en 2016 au sein de Corsica Linea à la suite de la liquidation judiciaire de la SNCM, il conserve dans un premier temps son affectation toute l'année vers la Corse avant de basculer partiellement sur la desserte du Maghreb à partir de 2022 puis de manière permanente l'année suivante.

## Histoire

### Origines et construction
Depuis le milieu des années 1990, la mer Adriatique est le théâtre d'une rude concurrence que se livrent les compagnies de navigation grecques Minoan Lines et Superfast Ferries. Cette dernière avait bouleversé les lignes maritimes entre la Grèce et l'Italie en 1995 avec deux car-ferries de dernière génération pouvant transporter un nombre important de passagers et de véhicules à des vitesses élevées avoisinant les 27 nœuds.
Afin de se prémunir contre la mise en service des jumeaux Superfast, Minoan Lines avait aussi fait construire un navire neuf de grande capacité, l‘Aretousa, en 1995. Mais malgré des dimensions et des caractéristiques commerciales sensiblement plus élevées que ses concurrents, sa vitesse de 23 nœuds se révèle inférieure. Pour rattraper cela, Minoan Lines envisage alors la construction de deux autres navires capables de rivaliser avec les Superfast sur le plan de la vitesse.
La construction des futures unités, baptisées Ikarus et Pasiphae est confiée aux chantiers suédois Shipyard Brucen, également constructeurs de l‘Aretousa. La conception des nouveaux navires est d'ailleurs directement basée sur celle de leur aîné, ils ont ainsi une apparence très similaire et une organisation presque identique des aménagements intérieurs. Ils sont cependant plus long d'environ 23 mètres mais surtout plus rapides avec des moteurs capables d'atteindre des vitesses de plus de 27 nœuds. L‘Ikarus, construit le premier, est mis en service en 1997.
Le Pasiphae est commandé le 30 novembre 1996 et mis sur cale le 2 juin 1997 à Landskrona en Suède. Identique à l‘Ikarus, il est lancé le 20 décembre 1997 puis remorqué aux chantiers Fosen Mekaniske Verksted à Rissa en Norvège où s'effectuent les finitions. Le Pasiphae est livré le 13 juin 1998 à Minoan Lines. Une fois les essais en mer réalisés, le navire est présenté à Uddevalla en Suède le 15 juin avant de partir pour la Grèce.

### Service

#### Minoan Lines (1998-2009)

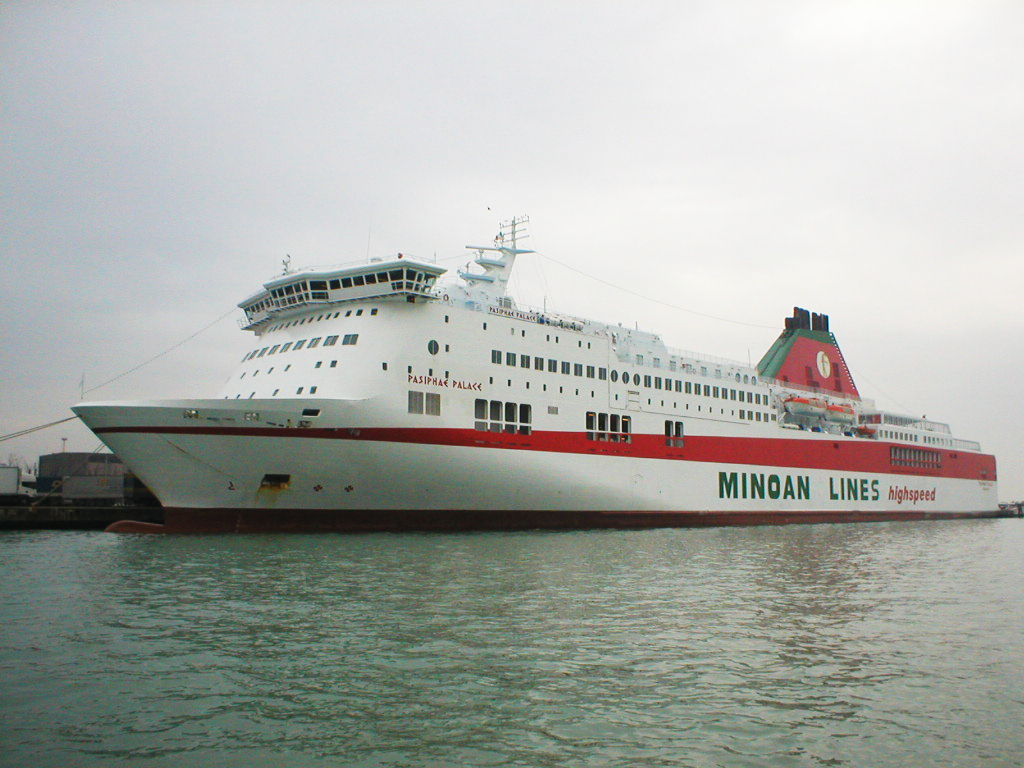
Le Pasiphae Palace en 2002.

Arrivé en Grèce au terme de son convoyage depuis la Scandinavie, le Pasiphae est mis en service le 4 juillet 1998 entre la Grèce et l'Italie sur la ligne Patras - Igoumenítsa - Ancône sur laquelle il navigue de concert avec son jumeau l‘Ikarus. Au retour de son voyage inaugural, le navire connaîtra un incident en s'échouant au large de Corfou, ce qui provoquera d'importants dommages au niveau de sa partie arrière qui conduiront à son immobilisation à Éleusis pour réparations jusqu'au 30 juillet.
Du 7 au 26 juin 2001, le Pasiphae est employé sur la ligne Patras - Igoumenítsa - Corfou - Venise afin de remplacer l’Aretousa victime d'une avarie au niveau de ses moteurs. Le navire ainsi que son sister-ship seront par la suite transférés de manière permanente sur cette ligne à partir du mois d'octobre, Minoan Lines ayant décidé d'échanger leur affectation avec les jumeaux Prometheus et Oceanus. Plus tard, en décembre, dans un souci d'homogénéité des noms des unités de la flotte, le navire devient le Pasiphae Palace.
Le 20 janvier 2009, en prévision de l'arrivée de l'imposant Cruise Europa, le Pasiphae Palace est vendu de manière anticipée à la Société nationale maritime Corse-Méditerranée (SNCM) pour la somme de 75 millions d'euros. Il réalise sa dernière traversée pour le compte de Minoan Lines le 15 mars, date à laquelle il est remplacé par le Zeus Palace, ex-Prometheus, en attendant la mise en service du Cruise Europa.

#### SNCM (2009-2016)

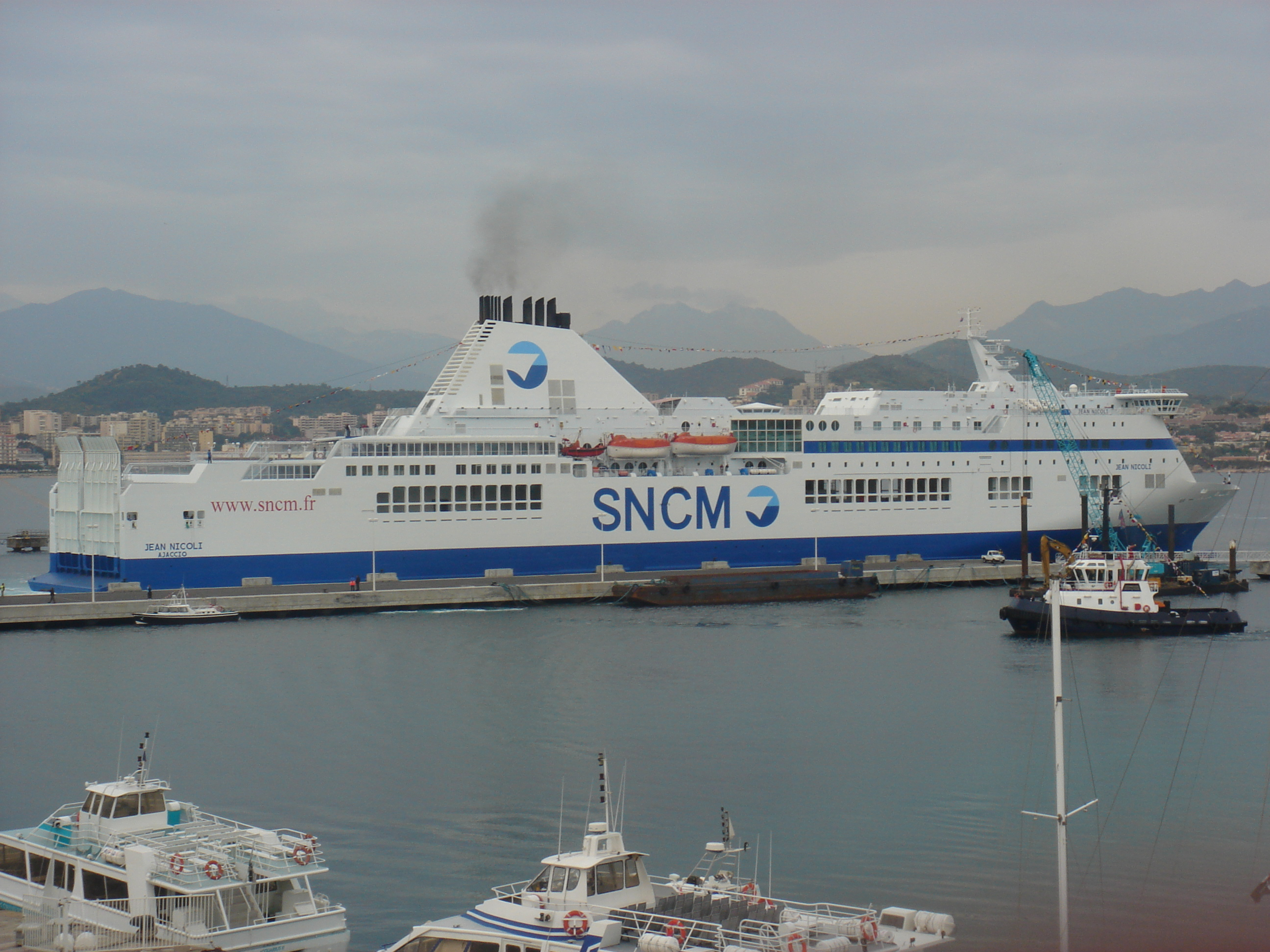
Le Jean Nicoli lors de sa première arrivée à Ajaccio le 26 avril 2009. La graphie erronée du logo de la SNCM sur sa coque sera corrigée l'année suivante.

Réceptionné par la SNCM le 19 mars 2009 à Éleusis, le navire est rebaptisé Jean Nicoli et enregistré sous pavillon français. Après avoir été repeint aux couleurs de son nouveau propriétaire, il quitte définitivement la Grèce à 16h00 le 24 avril pour rejoindre Ajaccio. Au terme de deux jours de navigation, le navire, sous grand pavois, entre pour la première fois dans son nouveau port d'attache le 26 avril à 17h30 en saluant de plusieurs coups de sirène auxquels répond le Paglia Orba. La cérémonie d'inauguration se tient ensuite le lendemain à l'intérieur du garage en raison du mauvais temps. Le navire est béni par l'abbé Micaelli en présence de famille de Jean Nicoli, de la direction de la SNCM, d'acteurs du secteur politique et économique corse ainsi que de l'état-major. Plus tard ce même jour à 20h10, le Jean Nicoli quitte la Corse à vide pour rejoindre Marseille. La première arrivée dans la cité phocéenne s'effectue le lendemain et le navire vient s'amarrer au poste 11 du môle du cap Janet où un nouveau terminal a spécialement été mis en place pour accueillir le nouveau cargo, les dimensions de celui-ci compliquant les manœuvres dans le bassin de la Joliette où accostent habituellement les navires de la SNCM. Le 15 mai, le Jean Nicoli appareille à 19h00 de Marseille pour sa première traversée commerciale, à destination d'Ajaccio. 
L'achat de ce nouveau navire intervient dans un contexte où le cahier des charges de la nouvelle délégation de service public (DSP), dont bénéficie la SNCM pour la desserte subventionnée de la Corse depuis Marseille, impose le remplacement du cargo Monte Cinto pour 2009. Ayant dépassé les 20 ans de carrière, le petit navire mixte employé sur la Balagne ne correspond plus aux modalités de la DSP en termes de vitesse et de capacité. Ainsi, la compagnie envisage de transférer le Monte d'Oro sur la desserte de L'Île-Rousse tandis qu'une nouvelle unité plus imposante et plus rapide prendrait sa succession sur Porto-Vecchio. Ce port étant le plus éloigné de Marseille, la vitesse restreinte des cargos de la flotte, inférieure à 20 nœuds, entraîne des problèmes d'exploitation récurrents. Par mauvais temps ou en cas d'avarie, les retards peuvent être importants et provoquer le mécontentement de la clientèle, notamment des transporteurs routiers. Il apparaissait donc nécessaire pour la compagnie d'équiper sa flotte d'un navire plus puissant et plus rapide, mais offrant également une plus grande capacité passagère. La SNCM prévoit ainsi de tripler le nombre de places sur Porto-Vecchio en saison estivale, améliorant de ce fait la desserte de l'extrême sud de la Corse, accueillant de nombreux touristes chaque année. En raison d'un retard dans l'échéance de l'attribution de la nouvelle DSP, le délai va s'avérer trop court pour la commande d'un navire neuf pouvant être livré pour le début de l'année 2009. C'est la raison pour laquelle la SNCM s'est tournée sur le marché de l'occasion pour son nouveau navire et a jeté son dévolu sur le Pasiphae Palace, conçu pour être employé sur des itinéraires relativement longs et équipé de ce fait de nombreuses installations pour les passagers.
Le 16 juin à 8h00, le Jean Nicoli, en provenance de Marseille, réalise sa première escale à Porto-Vecchio. En raison de sa longueur, des travaux de dragage ont été réalisés dans le port en prévision de son arrivée et pour lui permettre de pouvoir manœuvrer convenablement. À l'issue de la saison estivale, le cargo mixte est positionné sur la desserte d'Ajaccio. Il alternera ensuite chaque année entre la cité du sel en saison d'été et la cité impériale le reste de l'année.
Le 18 juin 2010, à la suite d’une avarie survenue sur l'un de ses arbres d'hélice, le Jean Nicoli quitte de Porto-Vecchio pour rejoindre Bizerte en Tunisie où les réparations sont effectuées au chantier CMRT. Lors de sa mise aux couleurs de la SNCM environ un an plus tôt, les chantiers d'Éleusis avaient appliqué une graphie erronée pour le logo de la compagnie sur les flancs du navire. Ce détail sera ainsi corrigé à l'occasion de son passage dans le chantier tunisien, la graphie du logo étant modifiée pour correspondre à celle connue sur les autres navires de la flotte.

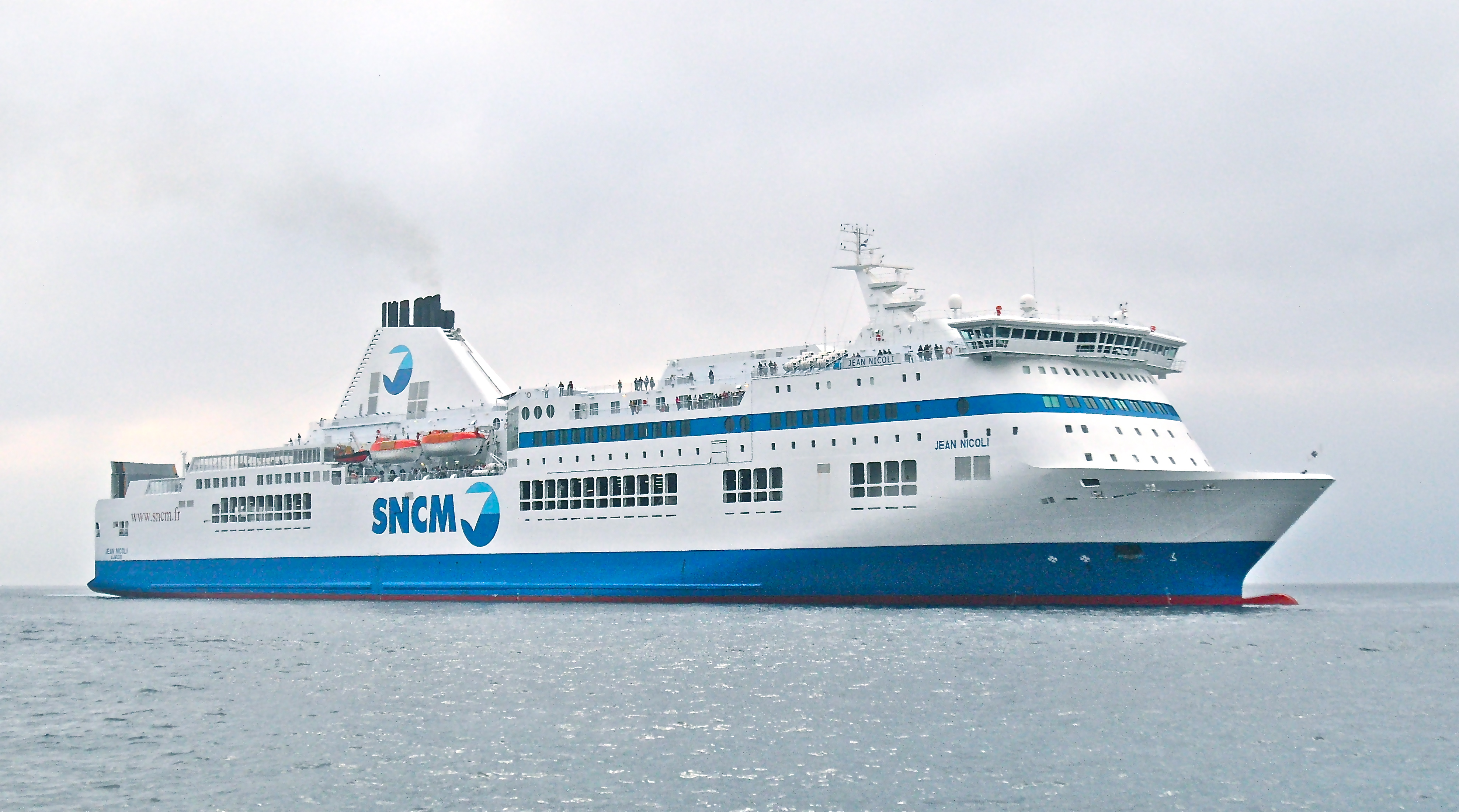
Le Jean Nicoli sous les couleurs de la SNCM à Bastia en 2012.

Le 8 mai 2012, en raison d'un mouvement de grève des syndicats de marins perturbant le trafic de la SNCM, le Jean Nicoli assure exceptionnellement une traversée entre Toulon et Ajaccio. Quelques semaines plus tard, le 2 juin, les rotations au départ de Marseille sont interverties entre le Jean Nicoli et le Danielle Casanova. Le cargo mixte devait initialement transporter un groupe d'environ 400 enfants vers Ajaccio, mais en raison de l'absence de médecin à bord, il est décidé que le cruise-ferry assurera finalement le convoyage. Le Jean Nicoli effectue ainsi sa première escale dans le port de Bastia le 3 juin au matin.
Au cours de l'année 2014, la SNCM se retrouve dans une situation préoccupante en raison d'amendes infligées par la Commission européenne ayant jugé certaines subventions illégales. Devant cette conjoncture incertaine, les syndicats de marins opèrent un mouvement social à partir de la fin du mois de juin, alors que la saison touristique débute. C'est dans ce contexte que le 3 juillet, le Jean Nicoli, immobilisé à Porto-Vecchio, est pris d'assaut par des commerçants et personnes socio-professionnels pénalisés par la grève des marins paralysant l'économie corse. Le navire est la cible de jets de pierres de la part des manifestants et ses amarres sont brûlées, le contraignant à quitter le port à 20h00 pour rejoindre Marseille.
Par la suite, les difficultés rencontrées par la SNCM amènent au placement de l'entreprise en redressement judiciaire le 28 novembre 2014. À l'issue de la période d'observation au cours de laquelle la compagnie assure une dernière saison estivale avec un périmètre d'activité nettement réduit, le tribunal de commerce de Marseille désigne le groupe Rocca comme repreneur de la SNCM le 20 novembre 2015. Ainsi, le 5 janvier 2016, les actifs de la société sont transférés au sein d'une nouvelle entité baptisée Maritime Corse Méditerranée (MCM).

#### Corsica Linea (depuis 2016)

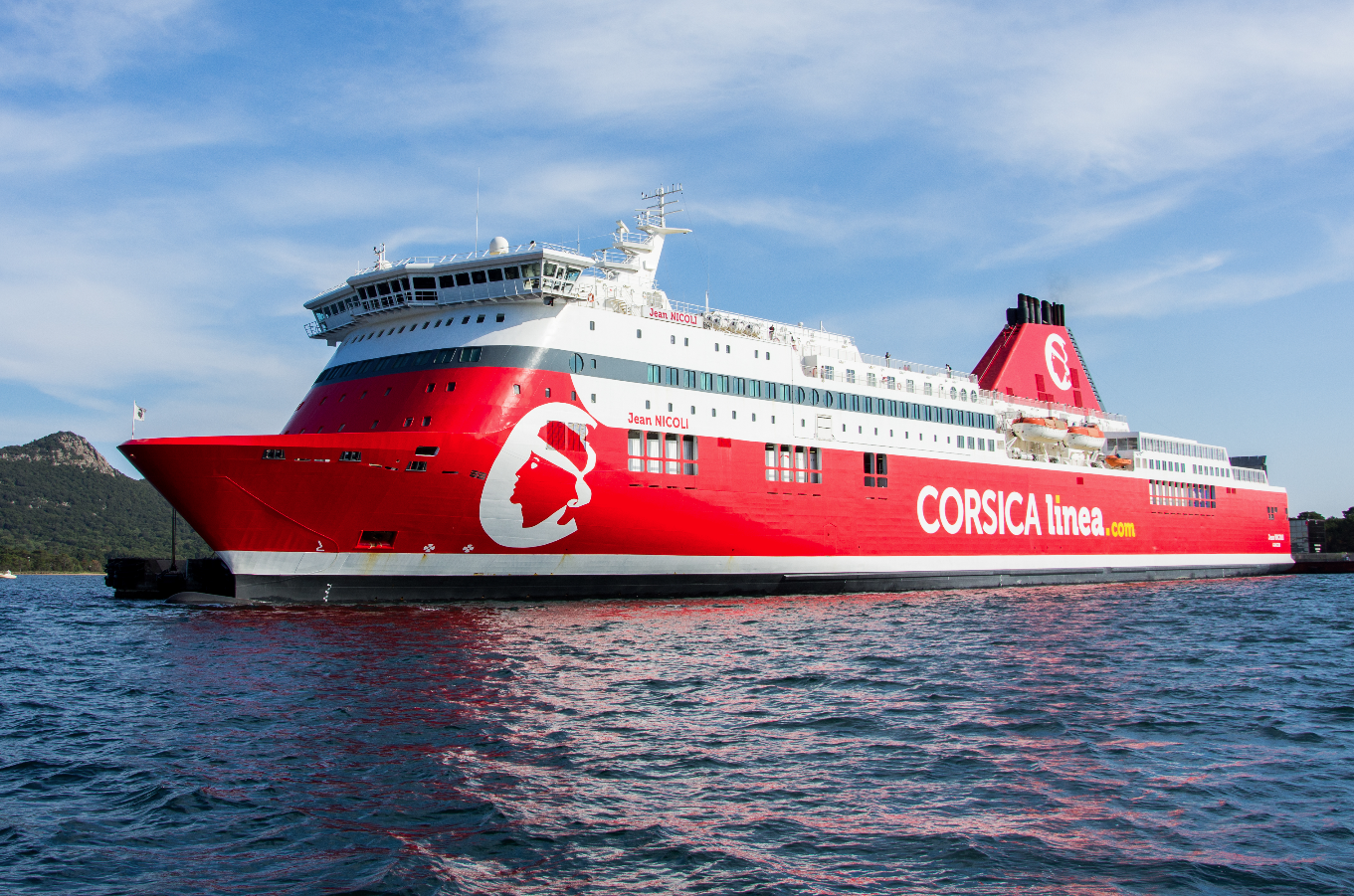
Le Jean Nicoli sous les couleurs de Corsica Linea en 2016.

Repris par la MCM le 5 janvier 2016 à l'instar des autres navires de la flotte de l'ex-SNCM, à l'exception notable du Corse, le Jean Nicoli est transféré au sein de la filiale Maritima Ferries. Son exploitation sous cette entité commerciale sera toutefois de courte durée puisqu'au mois de mars, le groupe Rocca cède la MCM au consortium Corsica Maritima, autre candidat à la reprise de la SNCM débouté par le tribunal. Avant même que la fusion des deux entités ne soit avalisée par les autorités, le Jean Nicoli est repeint aux couleurs de Corsica Linea, nouvelle marque commerciale succédant à Maritima Ferries, durant son arrêt technique. Sa coque arbore ainsi une couleur rouge et est décorée avec un logo représentant la tête de Maure corse. Il est le premier navire à arborer cette nouvelle livrée. Le navire mixte réalise son premier voyage commercial sous ses nouvelles couleurs le 7 avril à destination d'Ajaccio qu'il atteint le lendemain matin.
Le 31 juillet à 9h00, une explosion retentit à proximité du Jean Nicoli, sans occasionner de dégâts ni faire de blessé. Les passagers sont évacués et le navire devant appareiller pour Porto Torres en Sardaigne est alors immobilisé à quai pour expertise. Si dans un premier temps, un engin explosif immergé depuis la Seconde Guerre mondiale est soupçonné, la thèse se révèlera rapidement sans fondement et le Jean Nicoli appareillera en fin d'après-midi vers la Sardaigne. Quant à l'origine de l'explosion, elle sera finalement attribuée à un phénomène naturel,.

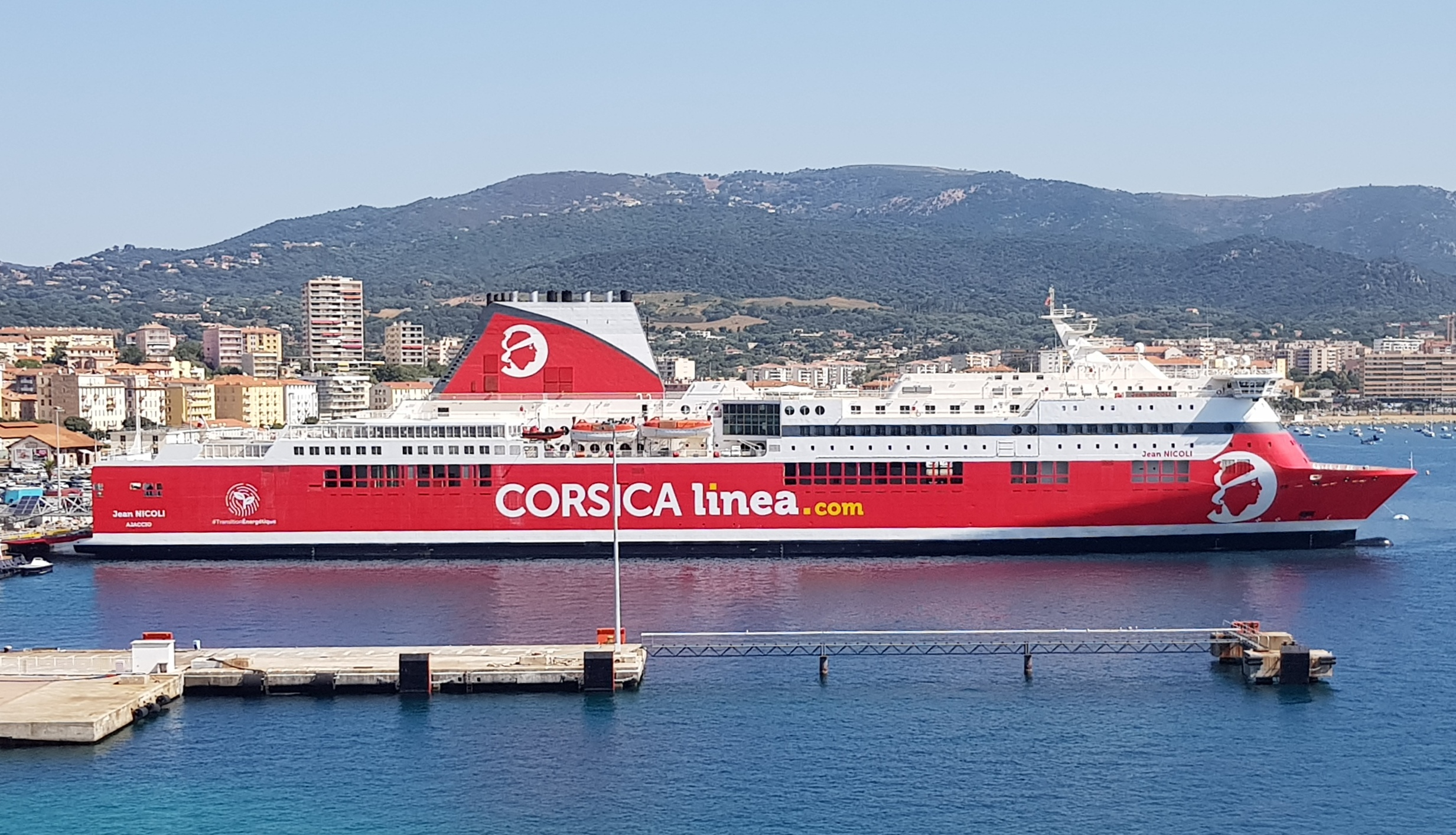
Le Jean Nicoli après l'installation des scrubbers au niveau de sa cheminée.

Dans la nuit du 7 au 8 mars 2017, entre Ajaccio et Marseille, le Jean Nicoli est frappé par une vague scélérate. L'équipage est forcé de faire un appel de détresse et le navire escorté jusqu'au port de Toulon. Le choc avec la vague a occasionné la destruction d'un sabord de la passerelle et endommagé les instruments de navigation. Le cargo mixte est alors réparé à La Seyne-sur-Mer puis repart le 10 mars en direction du port de Marseille.
Durant son arrêt technique, effectué à Malte aux chantiers Palumbo de La Valette du 31 janvier au 16 mars 2020, le navire se voit doté d'épurateurs de fumées, communément appelés scrubbers, visant à réduire ses émissions de soufre comme l'exige la nouvelle réglementation. Les travaux impliquent cependant des modifications au niveau de la cheminée qui est agrandie pour permettre l'installation du dispositif. De retour à Marseille le 17 mars, le Jean Nicoli est cependant immobilisé jusqu'au 8 mai en raison de la suspension du trafic passagers vers la Corse due à l'épidémie de Covid-19 touchant la France. C'est dans ce cadre que du 17 au 18 mai, il est affrété pour un voyage exceptionnel entre Tunis et Marseille afin de rapatrier les ressortissants français bloqués en Tunisie en raison de la crise sanitaire. Cette opération, organisée par l'ambassade de France, permet le rapatriement de 480 personnes.
À la fin du mois de février 2021, l'assemblée de Corse vote l'instauration d'une nouvelle DSP couvrant une période de 22 mois. En raison d'un partenariat entre Corsica Linea et La Méridionale permettant le retour de cette dernière sur Ajaccio, le Jean Nicoli est positionné à partir du 1er mars 2021 sur la desserte exclusive de Porto-Vecchio.
Du 15 février au 17 avril 2022, le navire est pour la première fois employé sur les liaisons régulières à destination du Maghreb entre Marseille, Alger et Tunis afin de pallier l'arrêt technique du Danielle Casanova. À cet effet, il réalise sa première escale à Alger dans la matinée du 16 février. C'est dans ce cadre que le 6 avril, alors que le navire vient d'appareiller du poste à quai à Alger, de fortes rafales de vent le poussent en direction du môle des combustibles. Malgré l'inversion du pas et l'activation des propulseurs d'étrave, le Jean Nicoli aborde le tanker algérien Tolga. Si le cargo mixte s'en tire avec peu de dégâts, le tanker est en revanche plus légèrement endommagé au niveau des superstructures ainsi que son embarcation de sauvetage, détruite. En dépit de cet accident, le Jean Nicoli parvient à quitter Alger et rejoindre Marseille sans encombre.
Durant l'été 2022, alors qu'il était initialement prévu pour naviguer sur Porto-Vecchio à l'instar des années précédentes, Corsica Linea lui substitue finalement A Nepita sur cette liaison. Le Jean Nicoli va alors connaître une utilisation différente et desservir simultanément la Corse et l'Algérie. Ainsi, la programmation estivale du cargo mixte se partage entre deux traversées par semaine vers Bastia et une vers Béjaïa.

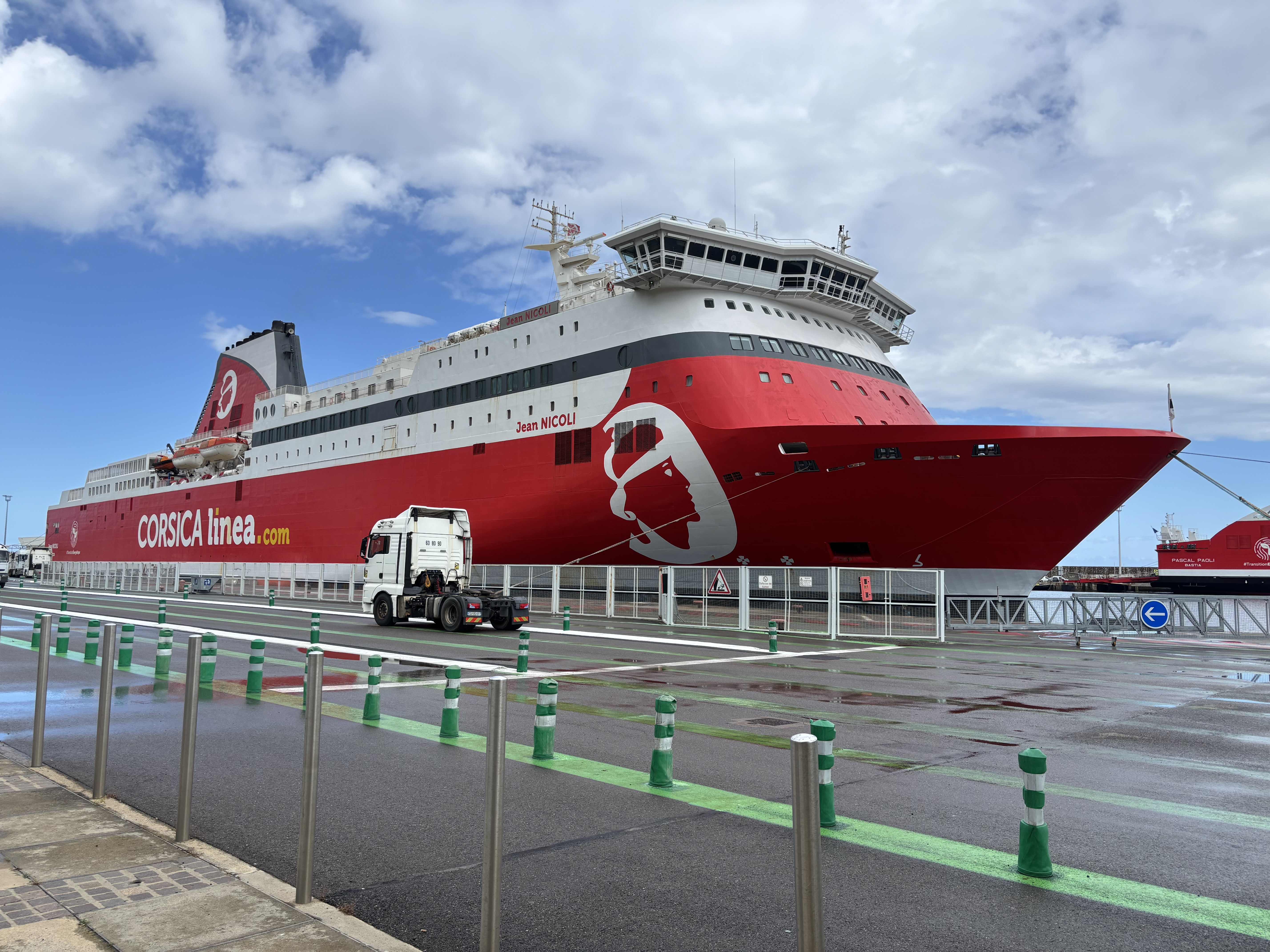
Le Jean Nicoli après l'obstruction des ouïes au niveau du garage en 2025.

Au début du mois de janvier 2023, le navire rejoint les chantiers CMRT de Bizerte pour son arrêt technique. Au cours de celui-ci, quelques travaux sont effectués à bord tels que la réfection du bar et de certaines cabines ainsi que l'obstruction de la plupart des ouïes latérales au niveau du pont garage supérieur, notamment vers l'avant du navire. L'arrêt technique achevé, le cargo mixte quitte la Tunisie le 24 février et regagne Marseille. À l'occasion de l'entrée en flotte du nouveau cargo A Galeotta, le Jean Nicoli est transféré sur la desserte exclusive des lignes du Maghreb et reprend la mer le 11 mars à destination de Tunis. Sa reprise du service est cependant perturbée par un mouvement social des marins de la CGT protestant entre autres contre le projet de réforme des retraites du gouvernement Élisabeth Borne et entraînant l'immobilisation du navire ainsi que de l'ensemble de la flotte entre le 14 et le 17 mars,. Durant l'été 2023, le navire est employé sur la desserte de l'Algérie entre Marseille, Béjaïa et Skikda.
Le 21 mars 2024, le Jean Nicoli, en provenance d'Alger, effectue sa première escale à Sète dans le cadre d'un voyage commercial en venant s'amarrer au môle Masselin. Le lendemain, le navire mixte est utilisé à des fins d'essais du dispositif de branchements à quai Cenaq dont le port occitan est équipé depuis décembre 2023 avant de repartir pour la Tunisie le samedi 23 mars,. Tout comme l'année précédente, il est principalement positionné sur l'Algérie durant la saison estivale 2024 et relie Marseille et Sète à Béjaïa et Skikda.
Le 20 janvier 2025, le navire rejoint les chantiers Beşiktaş de Yalova en Turquie afin d'y effectuer un important arrêt technique. Comme le Pascal Paoli quelques mois plus tôt, le Jean Nicoli voit notamment son bulbe d'étrave modifié et remplacé par une pièce moins résistante devant avant tout permettre de réduire la consommation de carburant du navire. D'autres interventions sont effectuées à ces mêmes fins niveau des hélices et des safrans. Enfin, dans la continuité des travaux de 2023, les ouïes restantes au niveau du garage supérieur sont pour leur part toutes condamnées. Ces travaux dureront en tout deux mois à l'issue desquels le Jean Nicoli quitte la Turquie le 20 mars pour retourner sur Marseille puis reprend ses rotations vers l'Algérie et la Tunisie le 2 avril. En plus de ses traversées vers le Maghreb, il est exceptionnellement employé sur la Corse durant le printemps et réalise un aller-retour par semaine sur Bastia entre le 17 avril et le 24 mai.

## Aménagements
Le Jean Nicoli possède 11 ponts. Si le navire s'étend en réalité sur 12 ponts, l'un d'entre eux est inexistant au niveau des garages pour permettre au navire de transporter du fret. Les locaux des passagers se situent sur la totalité des ponts 7 et 6 ainsi que sur une partie des ponts 8 et 5. Ceux de l'équipages occupent pour leur part les pont 8 et 9. Les ponts 3 et 4 abritent les garages.

### Locaux communs
À l'origine conçu pour de longues traversées, le Jean Nicoli est équipé en conséquence d'installations variées. Parmi celles-ci, toutes situées sur le pont 7, se trouve un bar-salon situé à la proue côté bâbord, un restaurant à la carte situé côté bâbord, un restaurant self-service à tribord, un espace de restauration rapide à la poupe, un bar lido avec piscine sur la plage arrière, une galerie marchande et une galerie marchande.
Lorsque le navire est transféré au sein de la flotte Corsica Linea, le self-service est supprimé et sa salle devient une extension du restaurant. Durant son arrêt technique de 2018, la décoration intérieure du Jean Nicoli est modernisée avec le changement des moquettes et une profonde modification du snack. Des travaux similaires sont effectués au début de l'année 2023 à l'occasion du transfert du navire sur les lignes de l'Afrique du Nord avec notamment la réfection du bar-salon et l'aménagement d'une boutique hors-taxe.

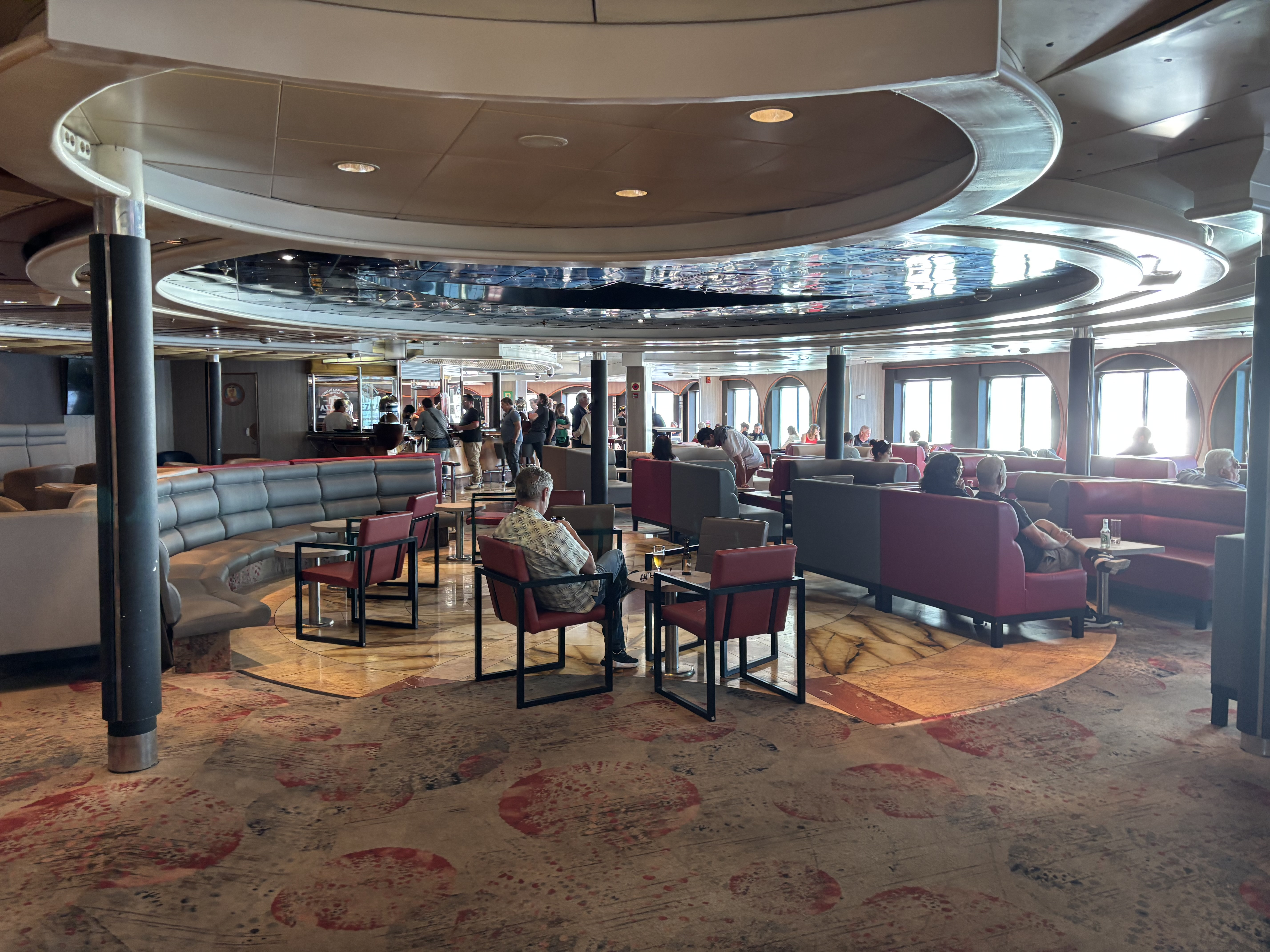
Bar principal du navire situé au milieu du pont 7.
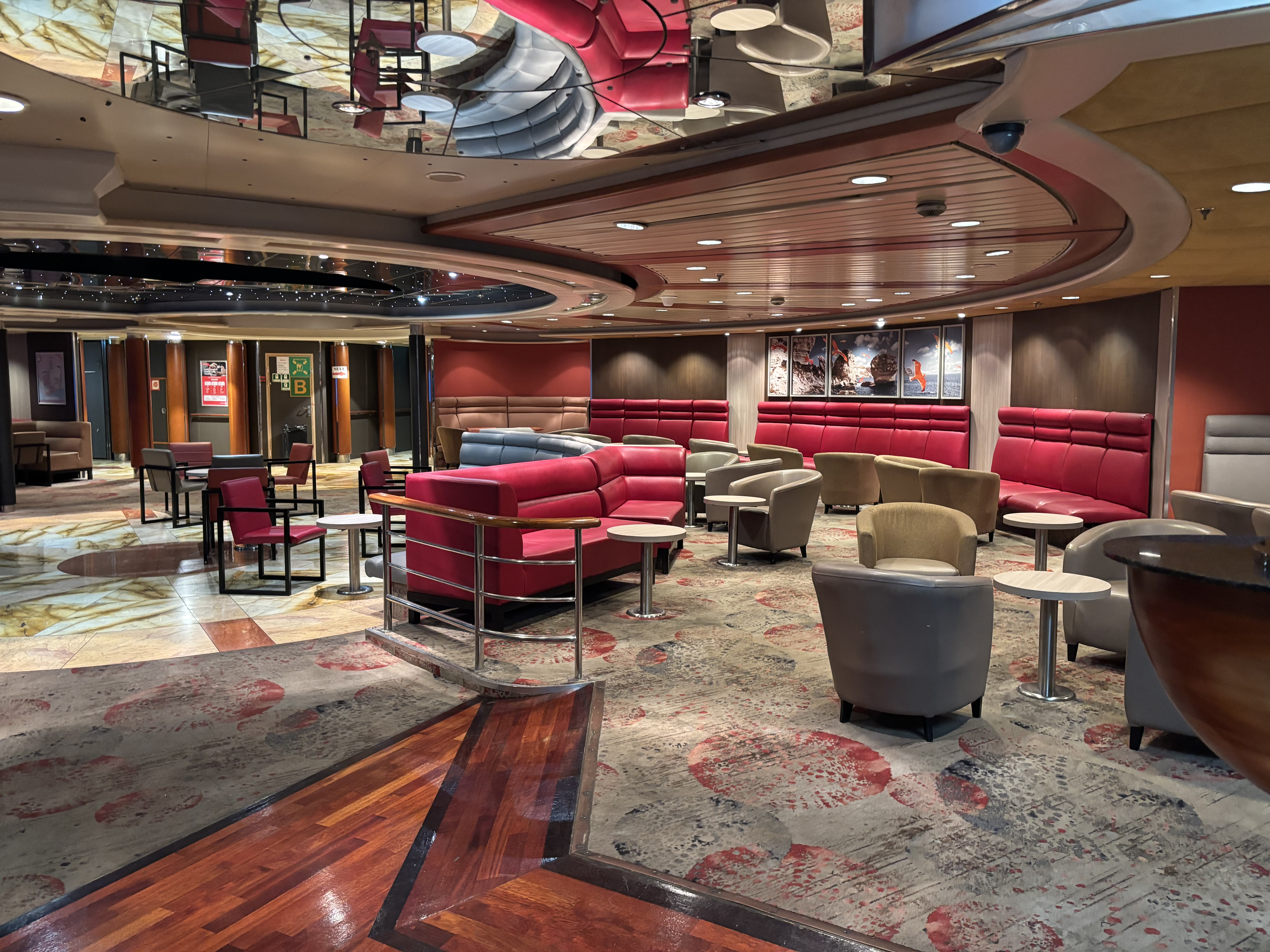
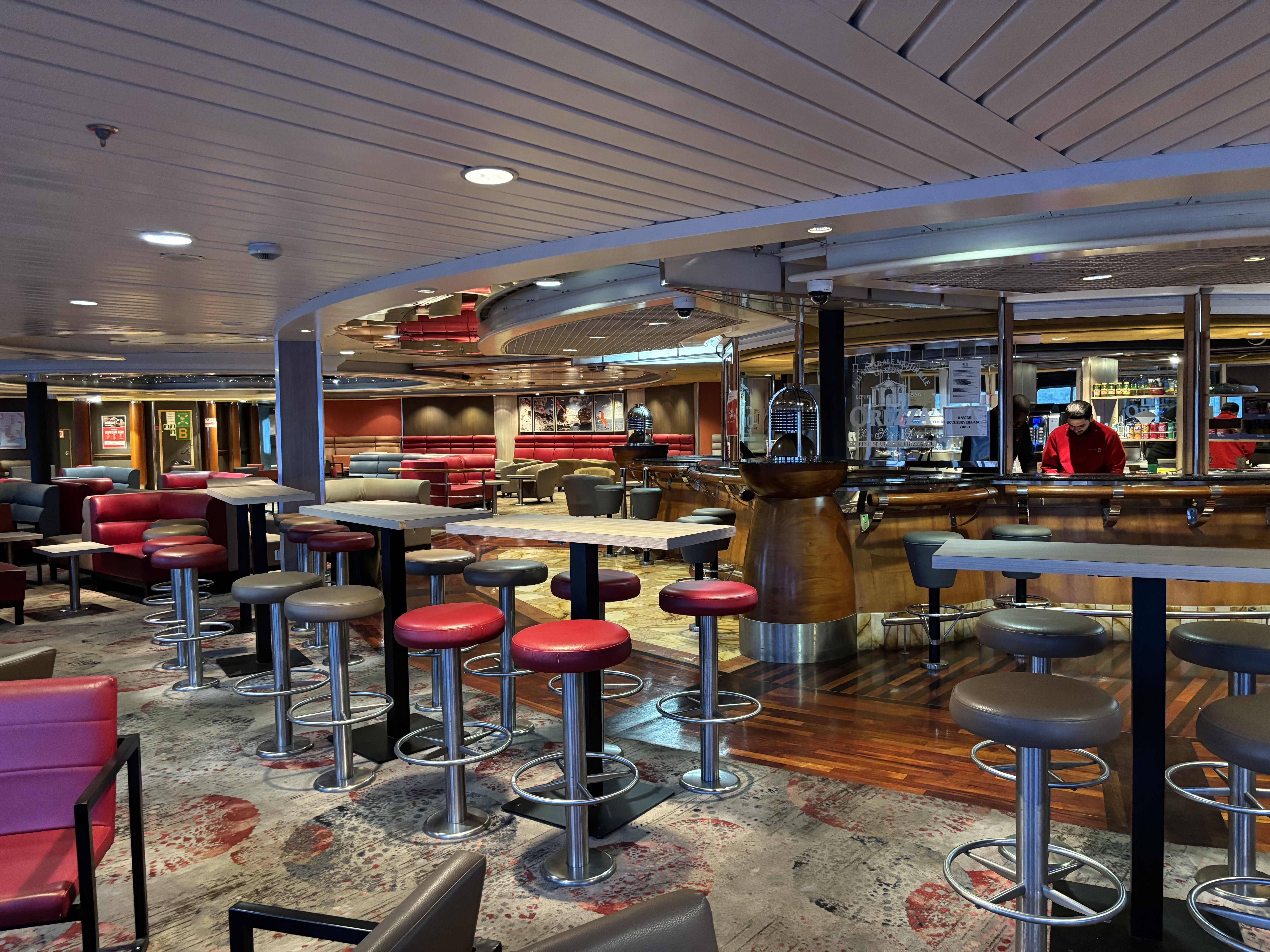
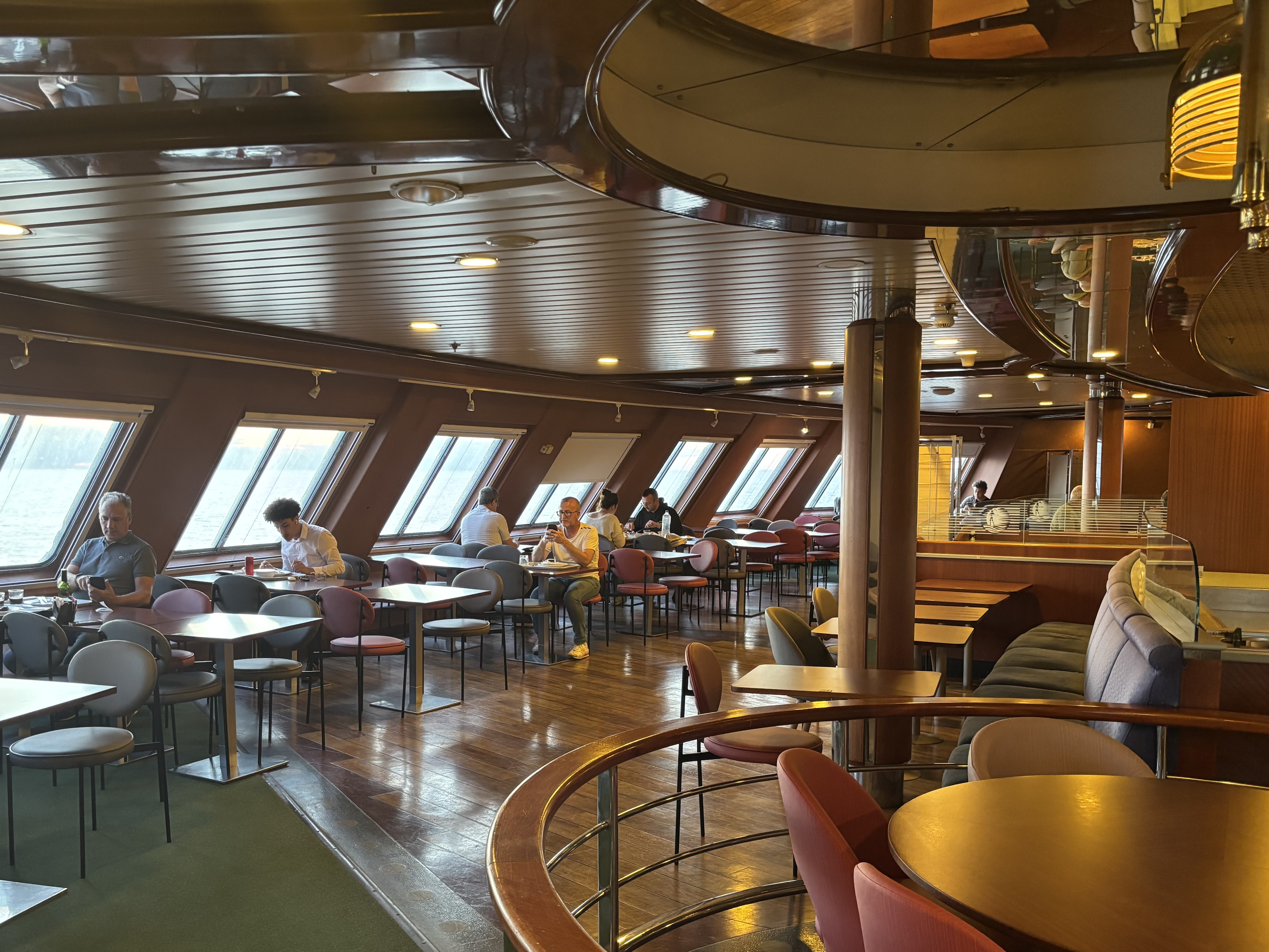
Restaurant self-service situé au pont 7 avant.
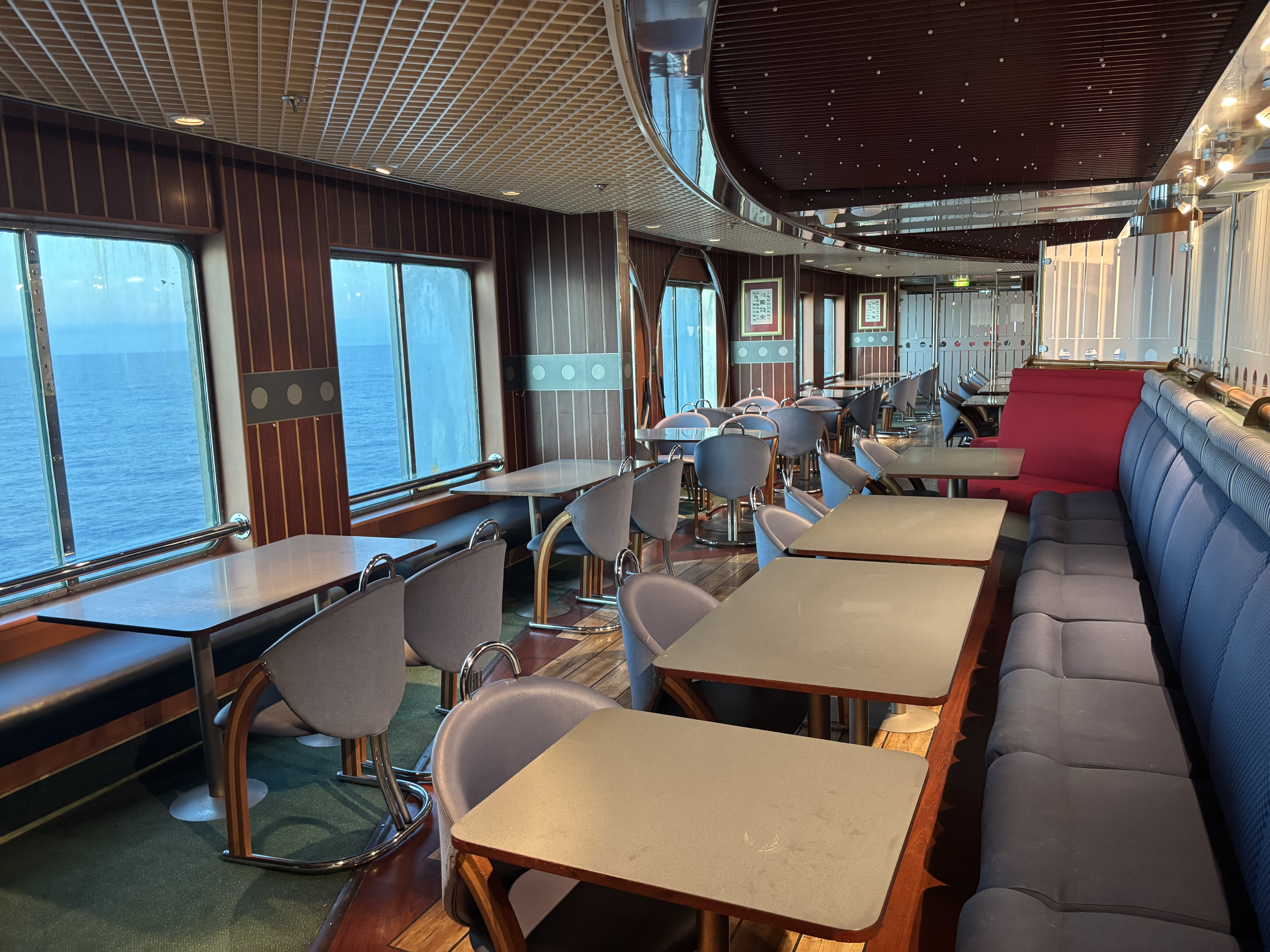
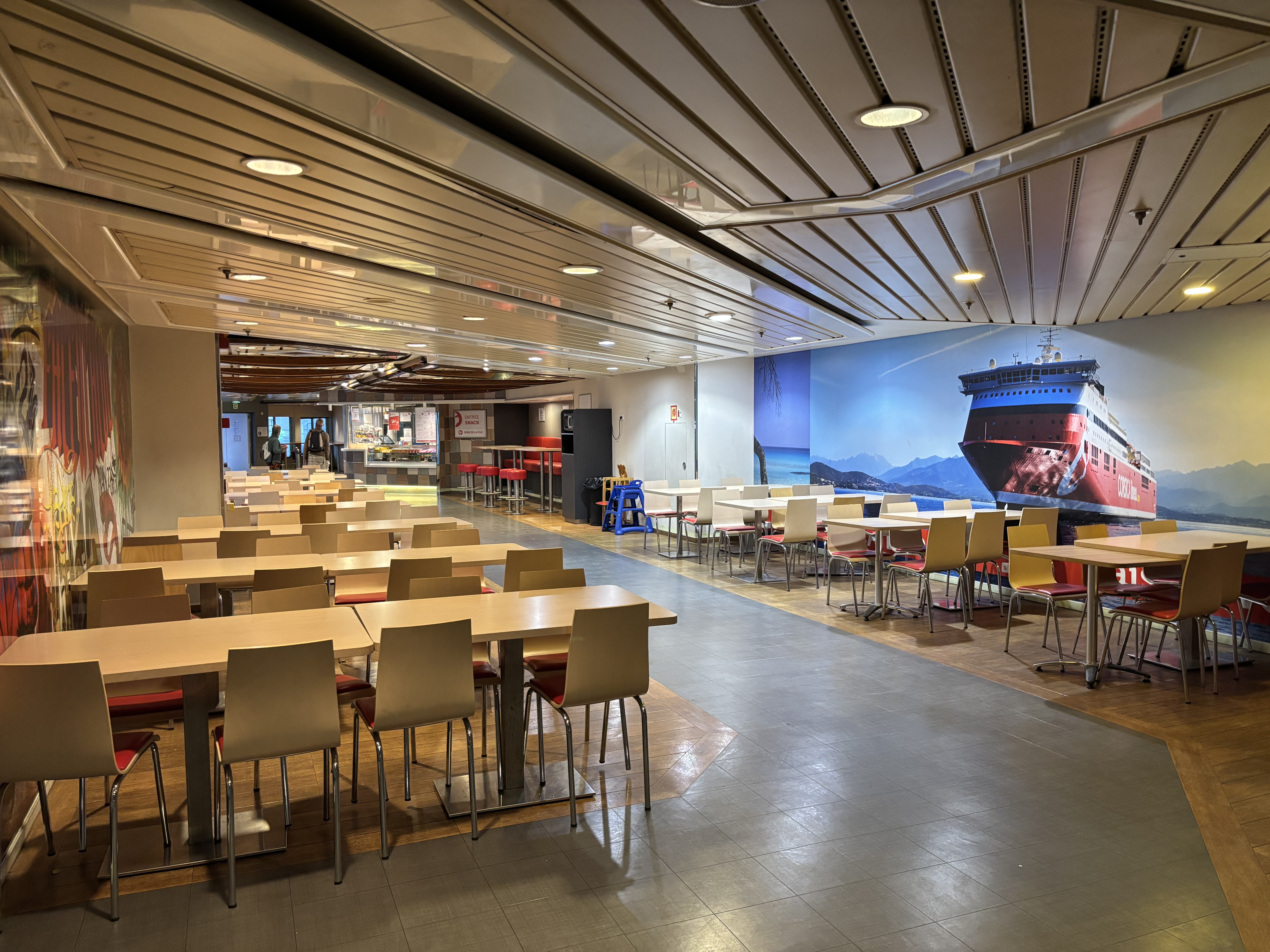
Espace de restauration rapide à l'arrière du pont 7.
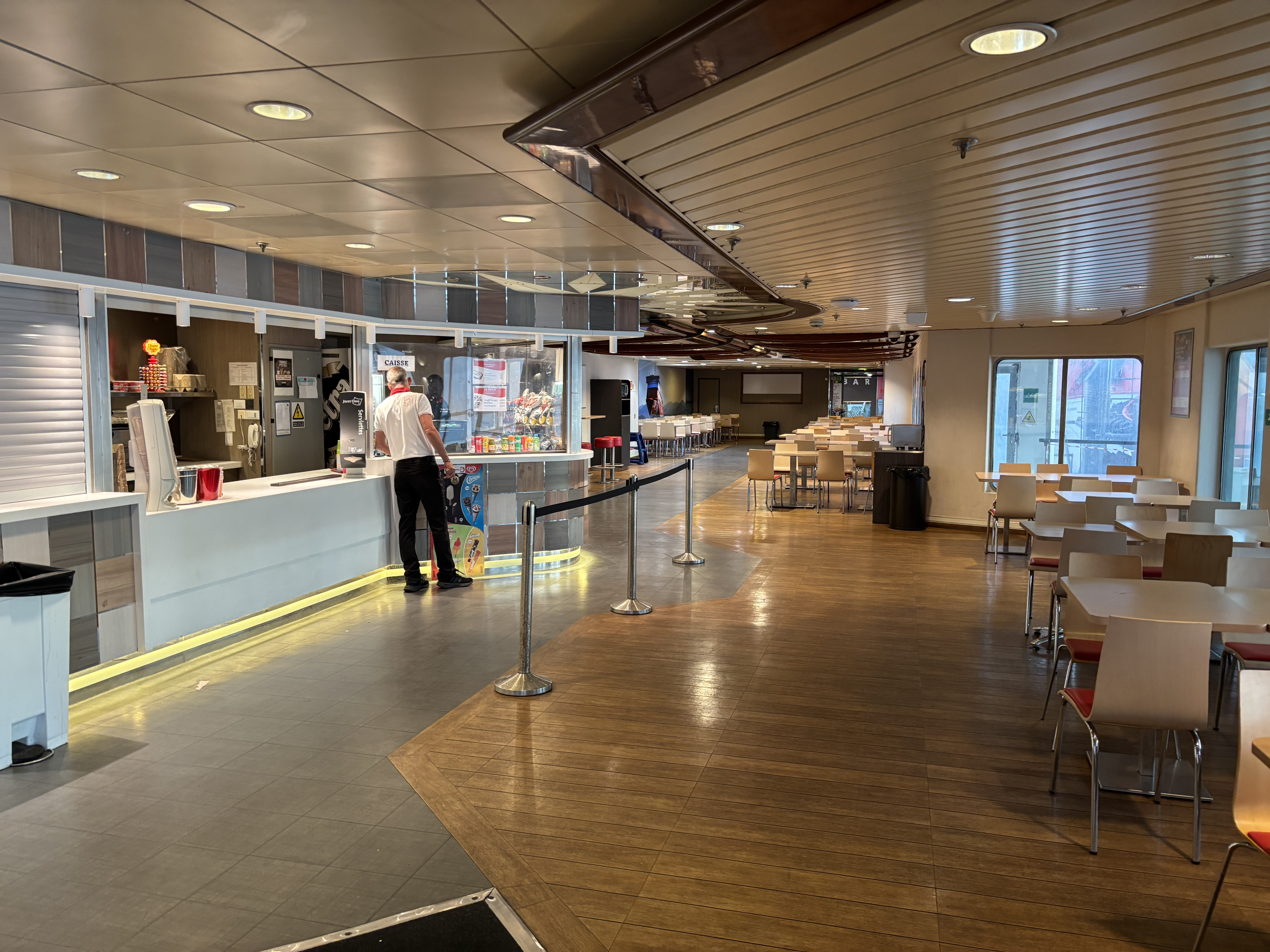
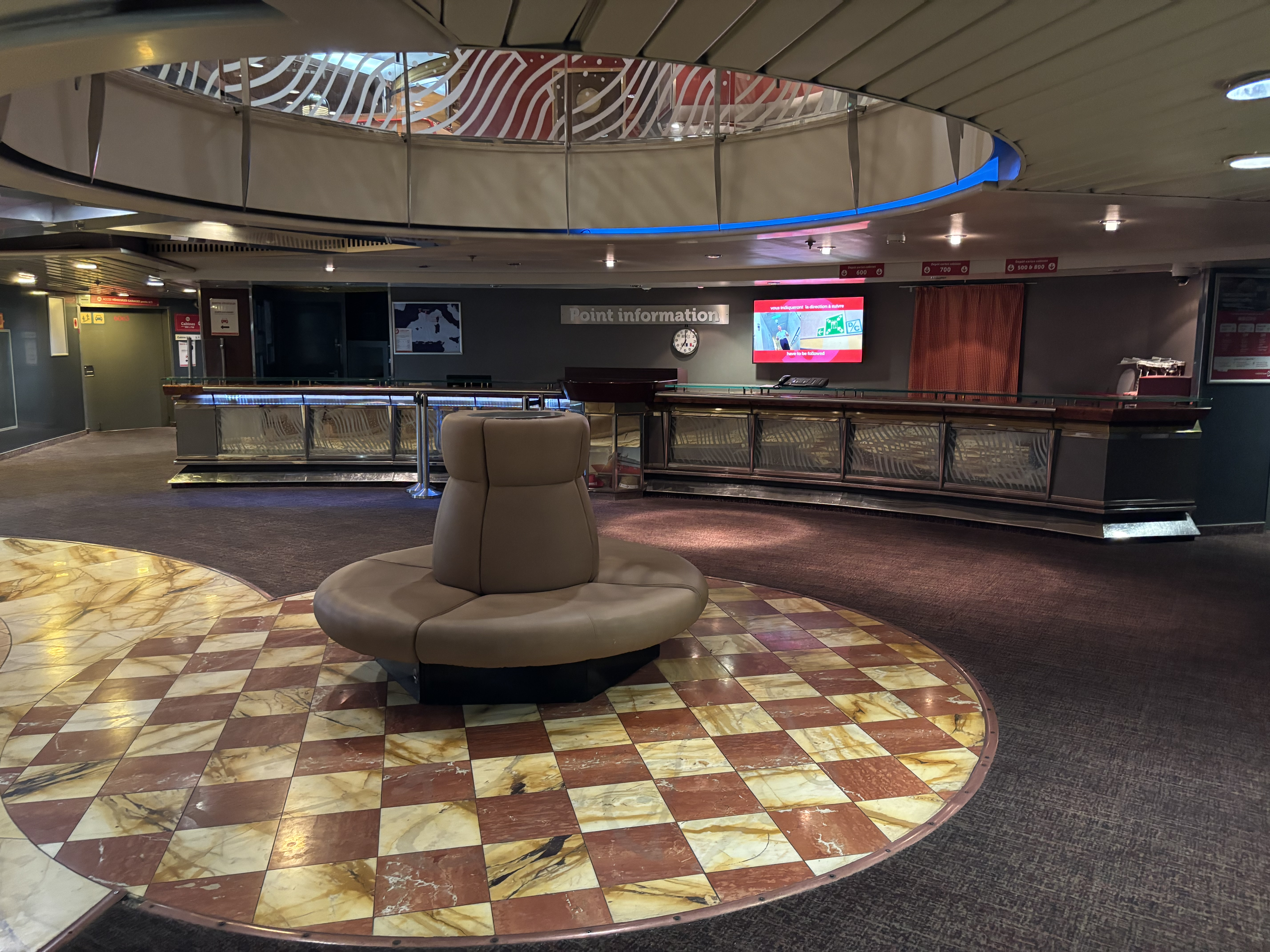
Point informations situé au milieu du pont 6.
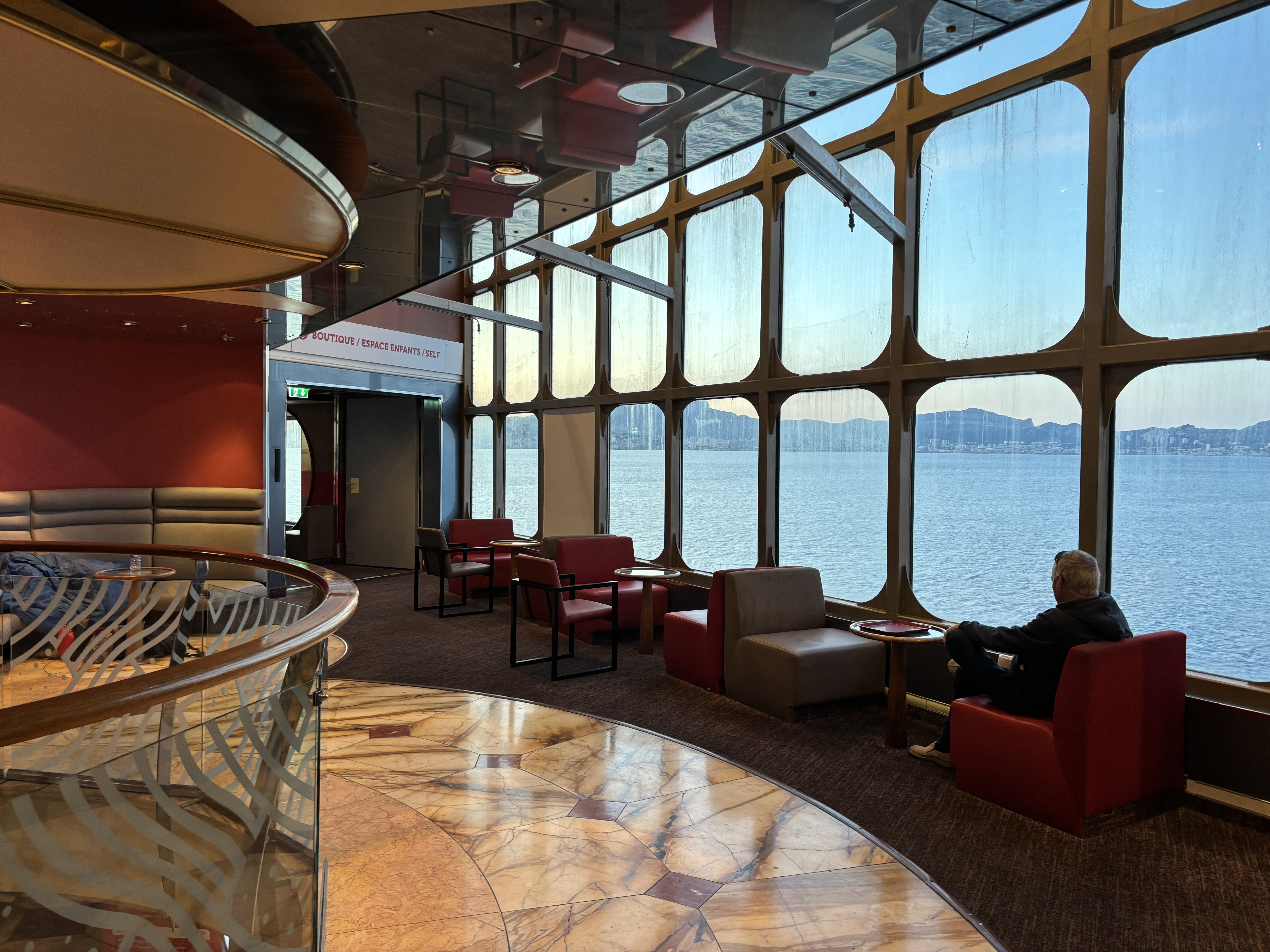
Promenade intérieure.
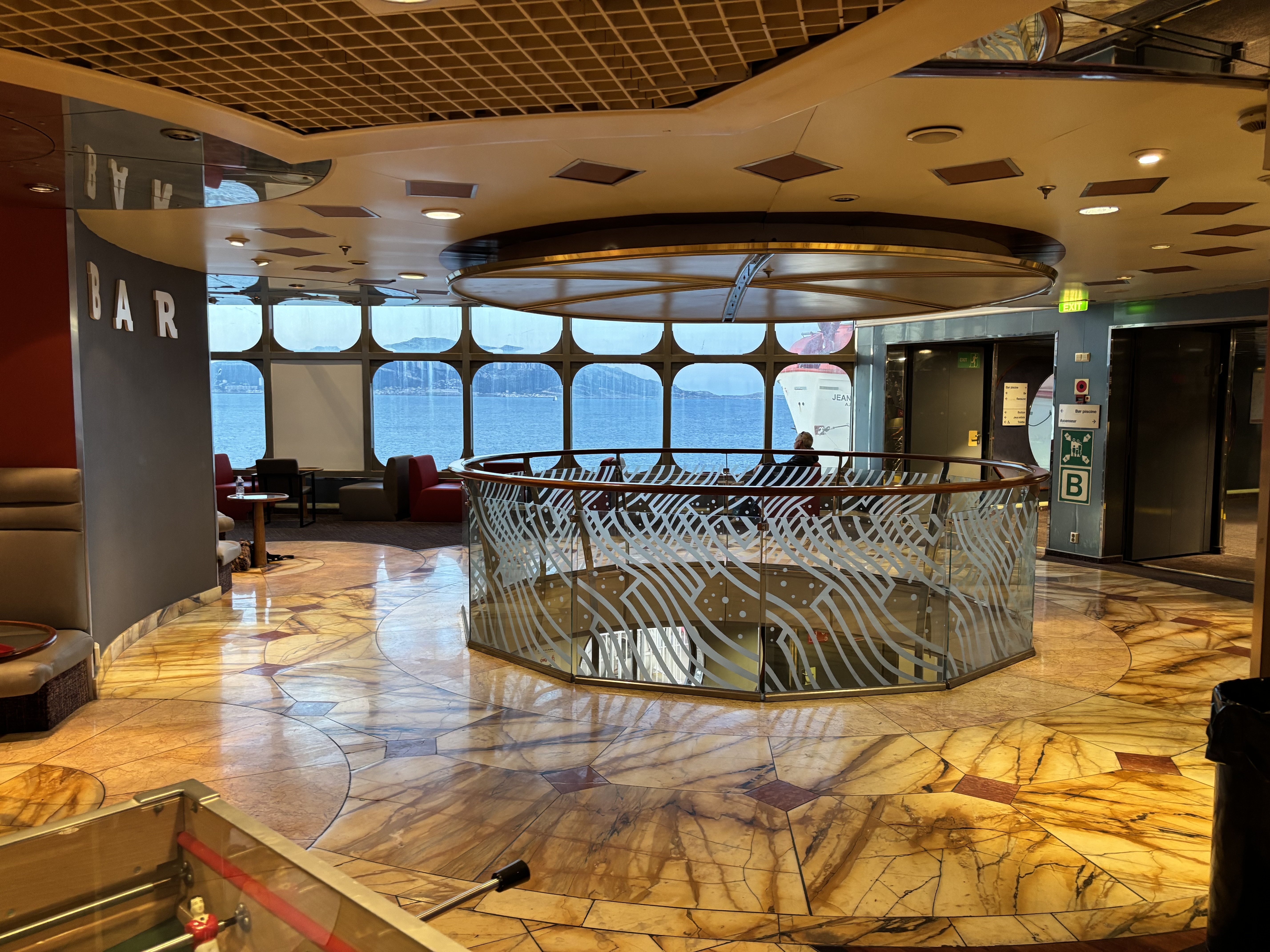
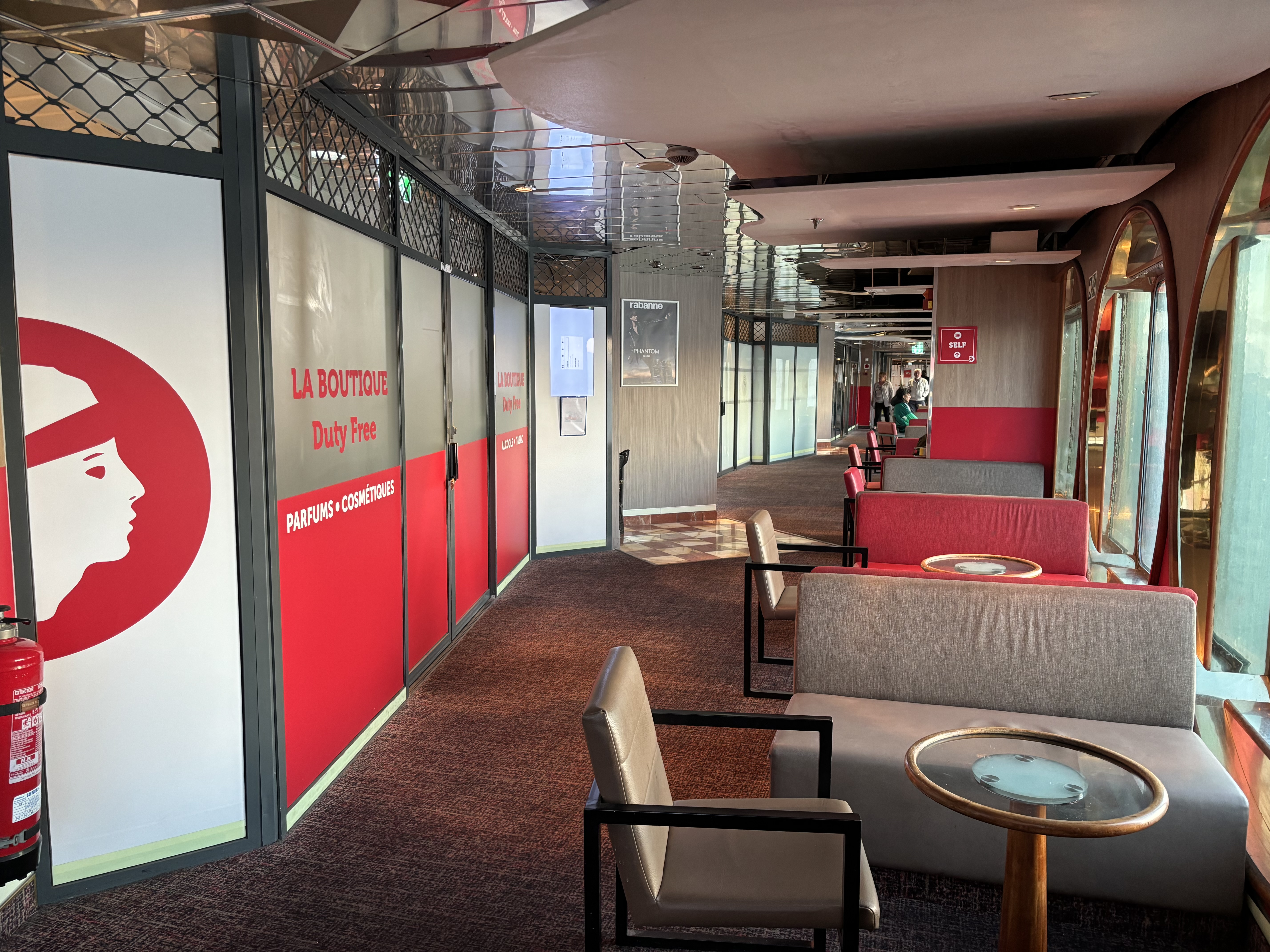
Boutique hors-taxe sur le pont 7.
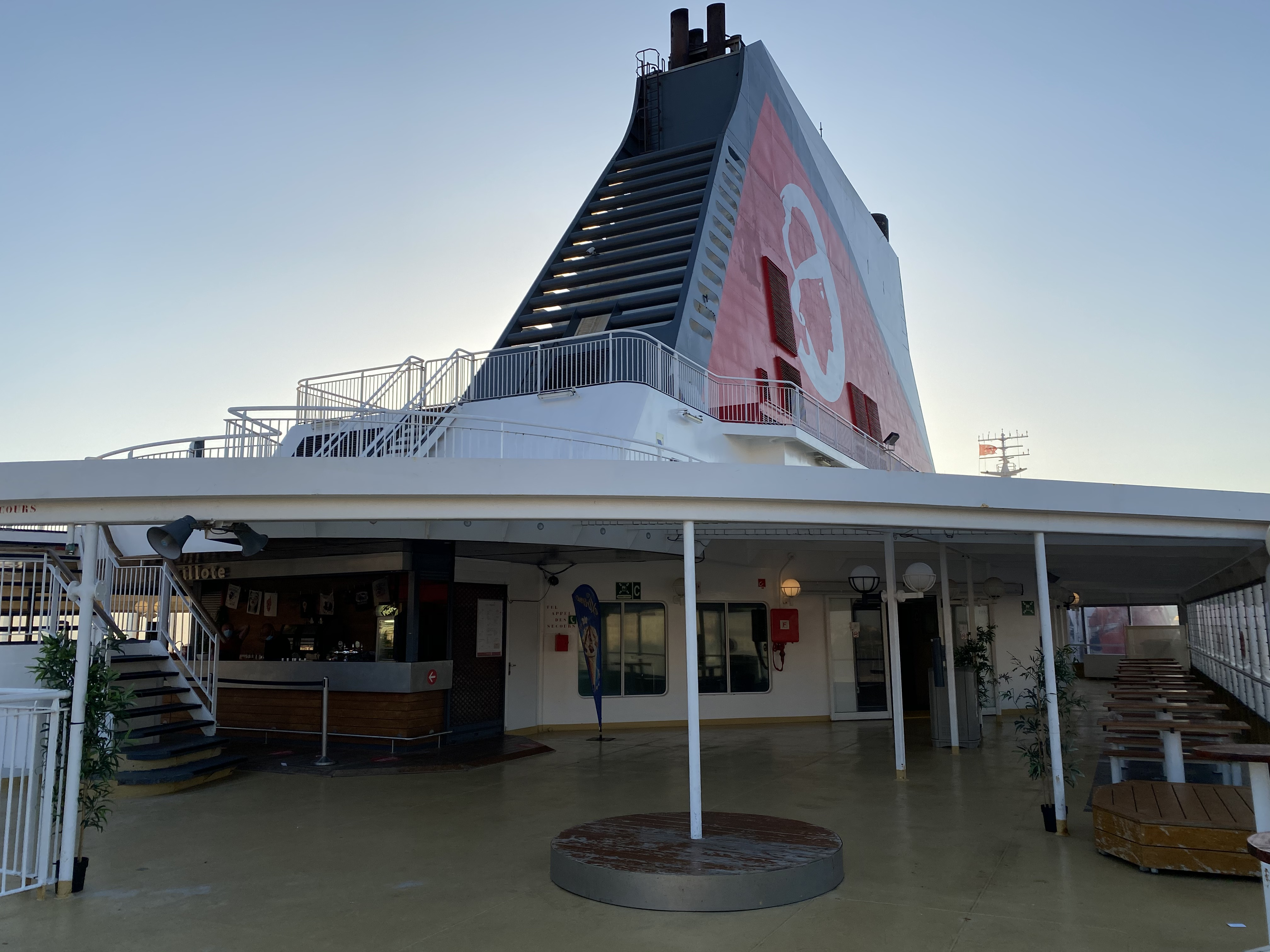
Paillote sur le pont 7 arrière, à l'extérieur.

### Cabines
Le Jean Nicoli est équipé de 212 cabines privatives situées majoritairement sur le pont 6 vers l'avant du navire. Certaines sont situées sur le pont 8 ainsi que sur le pont 5. Internes ou externes, elles peuvent loger jusqu'à quatre personnes et sont toutes pourvues de sanitaires comprenant douche, WC et lavabo, ainsi que de la télévision. Douze d'entre elles sont des suites situées au pont 8. En 2018, certaines de ces suites sont réaménagées pour accueillir cinq personnes. Un salon de 181 fauteuils est situé au pont 7 à l'arrière.

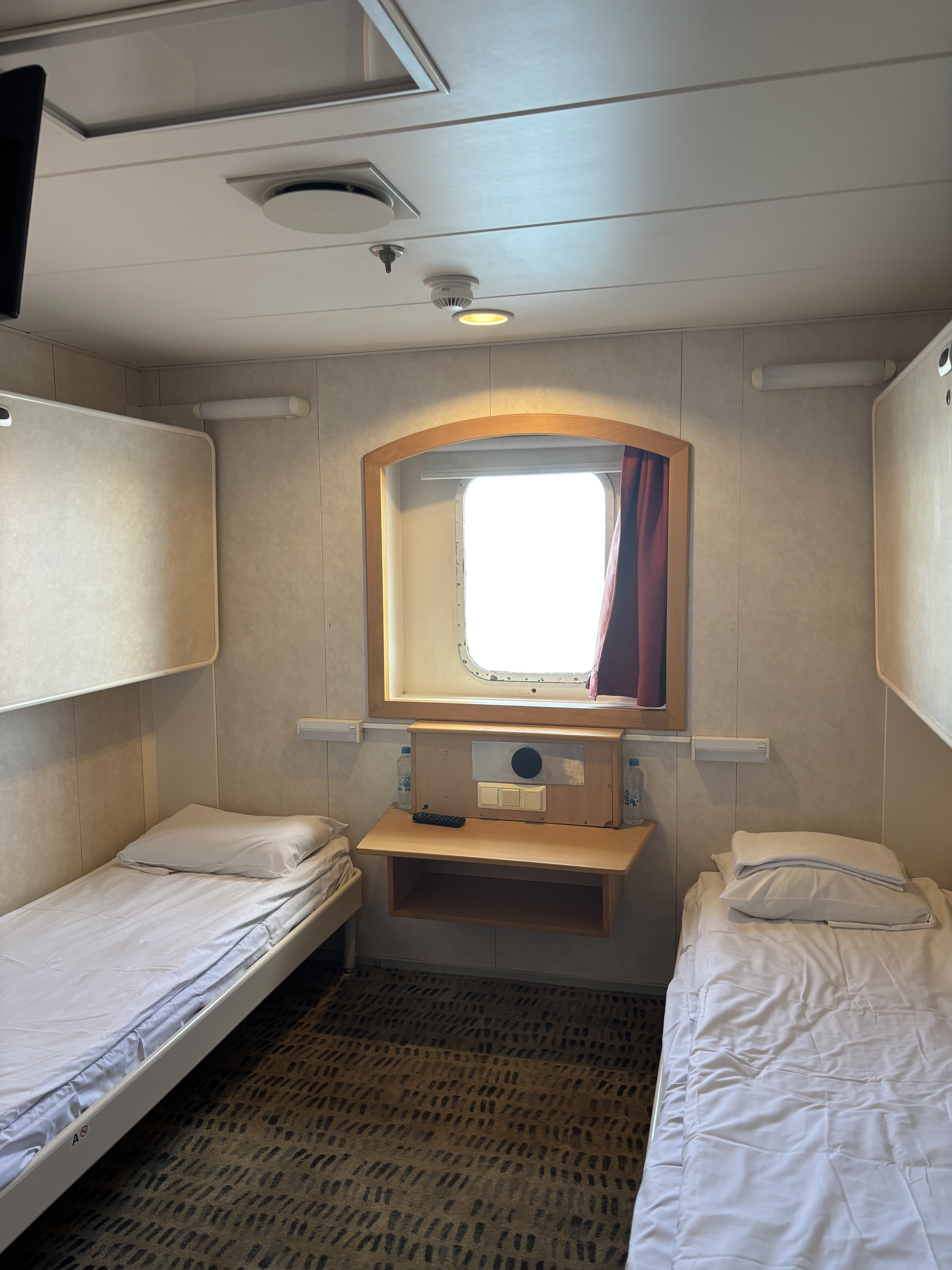
Cabine extérieure standard pouvant accueillir jusqu'à quatre personnes.
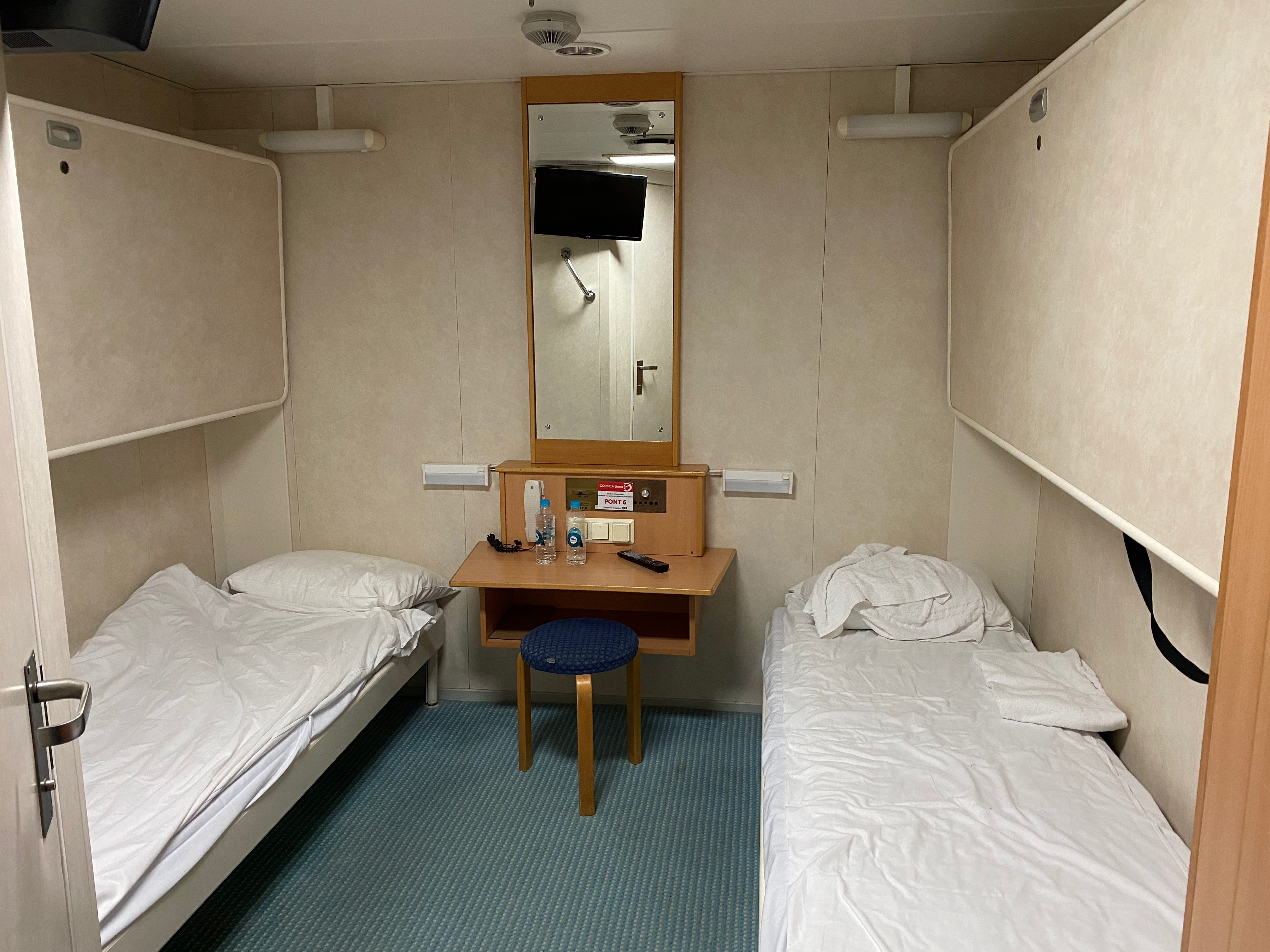
Cabine intérieure standard pouvant accueillir jusqu'à quatre personnes.
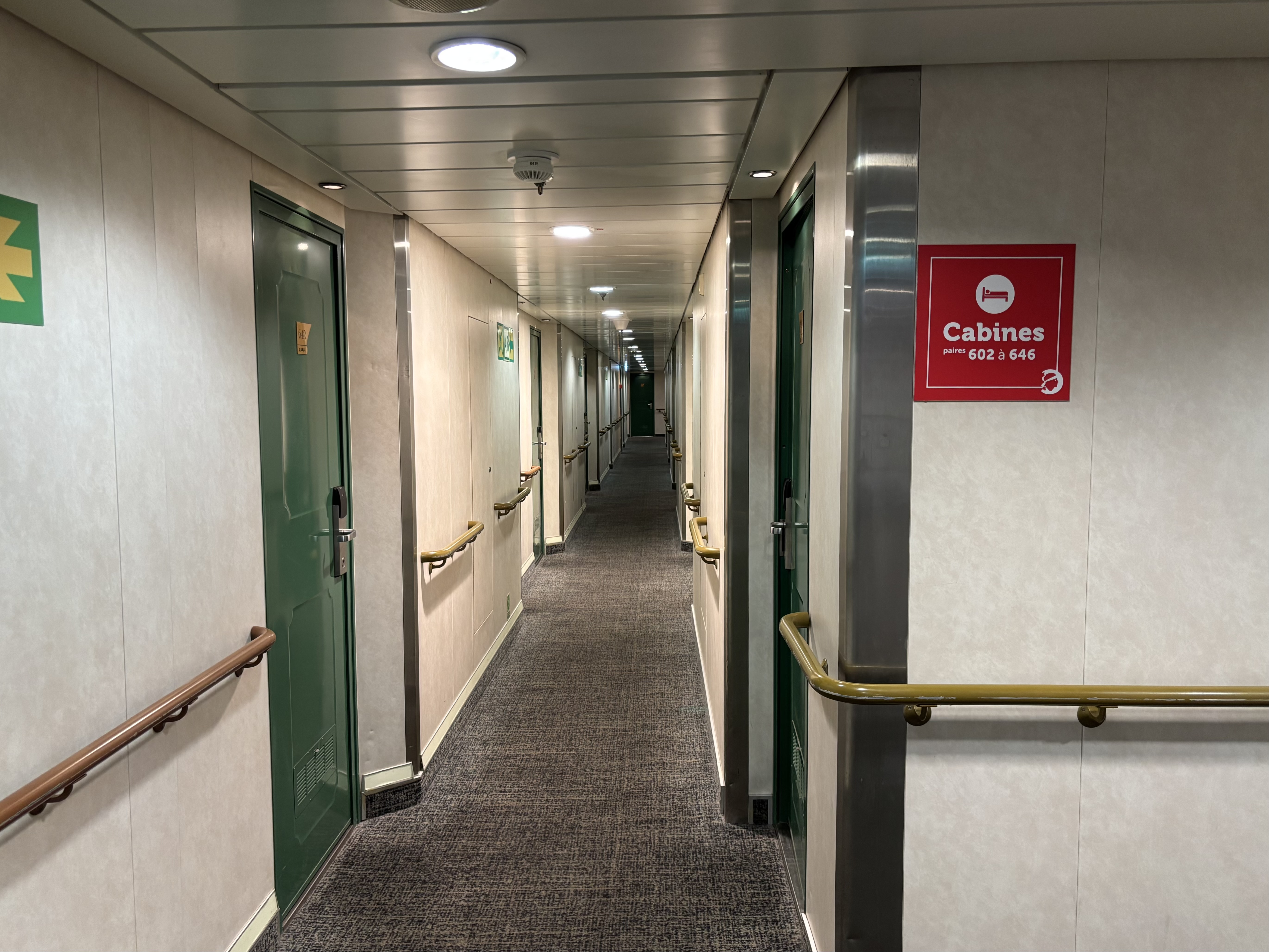
Coursives desservant les cabines à l'avant du pont 6.

## Caractéristiques
Le Jean Nicoli mesure 200,65 mètres de long pour 25,80 mètres de large, son tirant d'eau est de 6,60 mètres et sa jauge brute est de 30 010 UMS. Le navire peut embarquer 1 500 passagers et possède un garage de 2 200 mètres linéaires de roll, soit une capacité de 152 remorques et 600 véhicules, accessible par deux portes-rampes arrières de 8,48 mètres de large à bâbord et 11,96 mètres à tribord pour une hauteur de 4,85 mètres. Le navire possédait à l'origine une porte-rampe avant qui a été condamnée au début des années 2000. Sa propulsion est assurée par quatre moteurs diesel B&W-MAN 8 L58/64 développant une capacité de 44 480 kW entraînant deux hélices à pas variable faisant filer le bâtiment à plus de 27 nœuds, ce qui fait du Jean Nicoli le deuxième navire le plus rapide et le plus puissant de la flotte Corsica Linea après A Nepita. Le navire mixte est aussi doté de deux propulseurs d’étrave Pleuger de 1 200 kW chacun et un stabilisateur anti-roulis à deux ailerons rétractables. Le navire est pourvu de deux embarcations de sauvetages fermées de grande taille, complétées par deux embarcations de taille moyenne, une embarcation semi-rigide ainsi que de nombreux radeaux de sauvetage. Depuis 2020, le Jean Nicoli est équipé de scrubbers, dispositifs d'épuration des fumées rejetées par les cheminées réduisant ainsi les émissions de soufre.

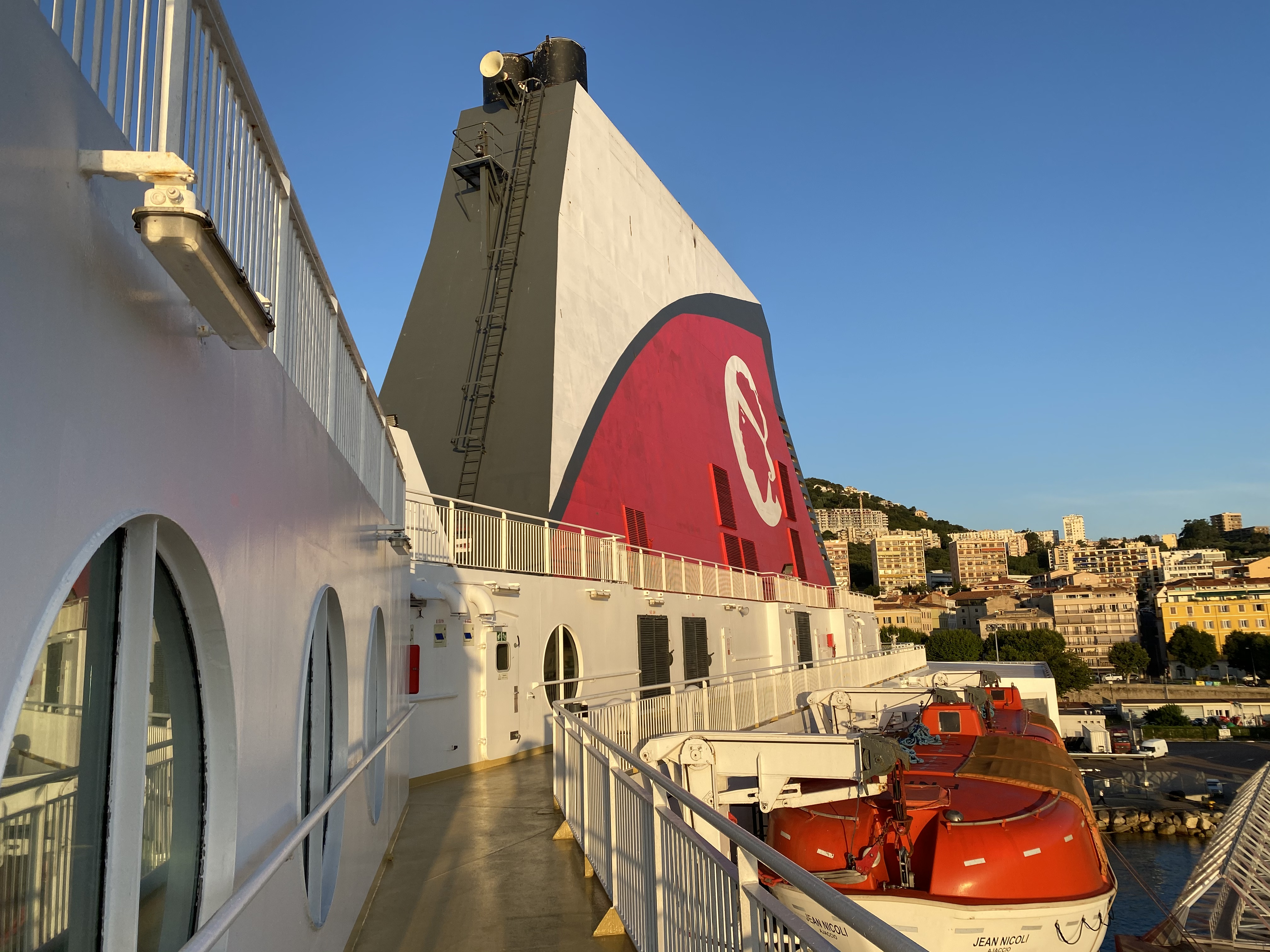
Nouvelle apparence de la cheminée du Jean Nicoli après l'installation des scrubbers.

## Lignes desservies
Pour le compte de Minoan Lines, le navire effectuait les lignes entre la Grèce et l'Italie sur la route Patras - Igoumenítsa - Ancône de 1998 à 2001, puis sur Patras - Igoumenítsa - Corfou - Venise à partir de 2001.
À partir de 2009, le Jean Nicoli est affecté aux lignes de la SNCM entre Marseille et la Corse. Sous contrat de délégation de service public, il effectue chaque soir la traversée entre Marseille et Ajaccio de septembre à juin et entre Marseille et Porto-Vecchio en saison estivale. Il est également utilisé durant l'été sur la ligne entre Marseille et Porto Torres en Sardaigne mais aussi pour des traversées de jour vers Ajaccio. En 2016, le navire passe sous les couleurs de Corsica Linea mais conserve son affectation principale.
À compter du 1er octobre 2019, dans le cadre de la nouvelle délégation de service public attribuée à Corsica Linea, le Jean Nicoli est exclusivement dévolu à la ligne Marseille - Ajaccio qu'il assure alors en tandem avec le Paglia Orba ou le Vizzavona.
À partir du 1er mars 2021, le navire est de nouveau affecté à la liaison entre Marseille et Porto-Vecchio. Initialement employé toute l'année sur cet axe, son utilisation se rapprochera par la suite de celle d'avant la mise en place de la nouvelle DSP avec une exploitation sur Porto-Vecchio l'été et sur Ajaccio en basse saison. À compter de 2022, le cargo mixte va également être employé sur les lignes du Maghreb entre Marseille, Alger et Tunis, tout d'abord en remplacement du Danielle Casanova de février à avril, puis durant l'été où il réalise une rotation par semaine vers Béjaïa en plus de deux allers-retours hebdomadaires entre Marseille et Bastia. Depuis mars 2023, le navire est exclusivement affecté à la desserte du Maghreb et assure les rotations entre Marseille, Alger et Tunis en basse saison, et entre Marseille, Béjaïa et Skikda durant l'été. Depuis l'été 2024, il effectue également des traversée au départ de Sète. Il peut être occasionnellement employé sur la Corse en cas d'indisponibilité d'un navire habituellement affecté sur ce réseau.